# ريتش جاكوبس
ريتش جاكوبس (بالإنجليزية: Rich Jacobs)‏ هو فنان أمريكي، ولد في 1972.